# Deutsche Schwimmtrainer-Vereinigung
Die Deutsche Schwimmtrainer-Vereinigung (DSTV) ist ein Fachverband für Schwimmtrainer in Deutschland.

## Geschichte
Im Jahr 1971 gründete Heinz Hoffmann, Schwimmtrainer im Deutschen Schwimm-Verband (DSV), die DSTV. Intention Hoffmanns war es, Trainern im Schwimmsport, Weiterbildungsmöglichkeiten und Interessenvertretung zu schaffen. Eine weitere Forderung war, dass die Trainer in der DSTV ihre Erfahrungen an andere, vor allem jüngere Trainer, weitergeben sollten. In der 13-jährigen Präsidentschaft Hoffmanns entwickelte sich die DSTV zur größten Trainervereinigung in Europa. In den Jahren 1984 bis 2010 wurde die Deutsche Schwimmtrainer-Vereinigung von Georg M. Fuchs geleitet, seit 2010 steht ihr Hasso-Rüdiger Tretow vor.
Die Deutsche Schwimmtrainer-Vereinigung ist außerordentliches Mitglied im DSV und mit zwei Stimmen auf dem DSV-Verbandstag vertreten. Sie gehört dem DSV-Hauptausschuss (DSV-Präsidium, Vorsitzende Fachsparten und Präsidenten der Landesschwimmverbände), DSV-Fachausschuss Schwimmen und DSV-Fachausschuss Ausbildung und Wissenschaft an. Sie hat Sitz und Stimme im Vorstand (Board) der World Swimming Coaches Association (WSCA).

## Tätigkeit
Der DSTV stellt sich mehrere Ziele:
- Erfahrungsaustausch zwischen Trainern, Organisationen, Sportinstituten und Ausbildungsstätten des In- und des Auslandes
- Herausgabe der Fachzeitschrift „Der Schwimmtrainer“
- Durchführung einer jährlichen, mehrtägigen Fachtagung für die Mitglieder sowie weiterer spezieller Fachtagungen
- Herausgabe eines Bandes „Schwimmen – Lernen und Optimieren“ mit den Referaten der jeweiligen Jahrestagung
- Erstellung und Beschaffung von Lehrfilmen, sowie Filmaufnahmen sportlicher Großereignisse

## Auszeichnungen
Der DTSV vergibt seit 1997 die Auszeichnungen:
- Trainer/in des Jahres, Kategorie „Nationalmannschaft“
- Trainer/in des Jahres, Kategorie „Jugend/Junioren-Nationalteam“
- Erfolgreichster Verein

| Jahr | Name Trainer       | Ort       |
| ---- | ------------------ | --------- |
| 1997 | Bernd Henneberg    | Magdeburg |
| 1998 | Bernd Henneberg    | Magdeburg |
| 1999 | Dirk Lange         | Hamburg   |
| 2000 | Ute Schinkitz      | Chemnitz  |
| 2001 | Roland Böller      | Erlangen  |
| 2002 | Norbert Warnatzsch | Berlin    |
| 2003 | Roland Böller      | Erlangen  |
| 2004 | Bernd Henneberg    | Magdeburg |
| 2005 | Horst Melzer       | Essen     |
| 2006 | Norbert Warnatzsch | Berlin    |
| 2007 | Stefan Lurz        | Würzburg  |
| 2008 | Norbert Warnatzsch | Berlin    |
| 2009 | Norbert Warnatzsch | Berlin    |
| 2010 | Frank Embacher     | Halle     |
| 2011 | Stefan Lurz        | Würzburg  |
| 2012 | Stefan Lurz        | Würzburg  |
| 2013 | Stefan Lurz        | Würzburg  |
| 2014 | Alexander Kreisel  | Darmstadt |
| 2015 | Alexander Kreisel  | Darmstadt |
| 2016 | Frank Embacher     | Halle     |
| 2017 | Bernd Berkhahn     | Magdeburg |
| 2018 | Bernd Berkhahn     | Magdeburg |
| 2019 | Bernd Berkhahn     | Magdeburg |

| Jahr | Name Trainer       | Ort         |
| ---- | ------------------ | ----------- |
| 1997 | Olaf Bünde         | Bayreuth    |
| 1998 | Klaus Thiedmann    | Dresden     |
| 1999 | Thomas Rother      | Baunatal    |
| 2000 | Jürgen Schmitz     | Remscheid   |
| 2001 | Jörg Freyher       | Norderstedt |
| 2002 | Peter Rund         | Berlin      |
| 2003 | Christian Brandner | Katzwang    |
| 2004 | Frank Embacher     | Halle       |
| 2005 | Gerold Seifert     | Biberach    |
| 2006 | Carmela Ertel      | Halle       |
| 2006 | Frank Lamodke      | Hannover    |
| 2007 | Jaqueline Zenner   | Hildesheim  |
| 2008 | Alexander Kreisel  | Darmstadt   |
| 2009 | Rudi Schulz        | Pforzheim   |
| 2010 | Rudi Schulz        | Pforzheim   |
| 2011 | Jörg Hoffmann      | Potsdam     |
| 2012 | Bernd Berkhahn     | Elmshorn    |
| 2013 | Stefan Lurz        | Würzburg    |
| 2014 | Nicole Endruschat  | Essen       |
| 2015 | Veith Sieber       | Hamburg     |
| 2016 | Jörg Freyher       | Elmshorn    |

| Jahr | Verein                 |
| ---- | ---------------------- |
| 1997 | -                      |
| 1998 | SC Magdeburg           |
| 1999 | SC Magdeburg           |
| 2000 | SV Halle               |
| 2001 | SC Magdeburg           |
| 2002 | SV Halle               |
| 2003 | SC Magdeburg           |
| 2004 | SC Magdeburg           |
| 2005 | SC Magdeburg           |
| 2006 | SV Halle               |
| 2007 | Wasserfreunde Hannover |
| 2008 | SG Dortmund            |
| 2009 | SC Magdeburg           |
| 2010 | SG Essen               |
| 2011 | SV Halle               |
| 2012 | SV Halle               |
| 2013 | SV Halle               |
| 2014 | Potsdamer SV im OSC    |
| 2015 | Potsdamer SV im OSC    |
| 2016 | Potsdamer SV im OSC    |

## Ehrenmitglieder
- Georg Fuchs: Ehrenpräsident
- Ruth Hötger: Mitglied des DSTV-Trainerrates
- Horst Planert: Bundestrainer und Förderer der DSTV
- Fred Wacholder: Gründungsmitglied, ehemaliger Geschäftsführer
- Wolfgang Cempirek: ehemaliger Geschäftsführer
- Claus Vandenhirtz: Gründungsmitglied, ehemaliger Vizepräsident
- Karl-Heinz Dinter: amtierender Schatzmeister seit über 25 Jahre
- Werner Freitag: Organisator der DSTV-Fachtagungen, Herausgeber der Bände „Schwimmen-Lernen-Optimieren“
- Günter Schmah: Mitarbeiter, Vizepräsident 2014-2018 – Vertreter Fachausschuss DSV-Masterssport